# Episodi di Westinghouse Desilu Playhouse (prima stagione)
La prima stagione della serie televisiva Westinghouse Desilu Playhouse è andata in onda negli Stati Uniti dal 13 ottobre 1958 al 10 agosto 1959 sulla CBS.
In Italia questa stagione è stata trasmessa su Telecapri News dal 1º agosto al 24 ottobre 2012.
| nº | Titolo originale         | Prima TV USA     |
| -- | ------------------------ | ---------------- |
| 1  | Song of Bernadette       | 13 ottobre 1958  |
| 2  | The Case for Dr. Mudd    | 20 ottobre 1958  |
| 3  | Debut                    | 27 ottobre 1958  |
| 4  | My Father the Fool       | 3 novembre 1958  |
| 5  | K.O. Kitty               | 17 novembre 1958 |
| 6  | The Time Element         | 24 novembre 1958 |
| 7  | Silent Thunder           | 8 dicembre 1958  |
| 8  | The Night the Phone Rang | 15 dicembre 1958 |
| 9  | The Crazy Hunter         | 29 dicembre 1958 |
| 10 | Trial at Devil's Canyon  | 5 gennaio 1959   |
| 11 | Happy Hill               | 12 gennaio 1959  |
| 12 | Ballad for a Bad Man     | 26 gennaio 1959  |
| 13 | Symbol of Authority      | 2 febbraio 1959  |
| 14 | Chez Rouge               | 16 febbraio 1959 |
| 15 | Martin's Folly           | 23 febbraio 1959 |
| 16 | The Comeback             | 2 marzo 1959     |
| 17 | The Innocent Assassin    | 16 marzo 1959    |
| 18 | Chain of Command         | 23 marzo 1959    |
| 19 | The Hard Road            | 30 marzo 1959    |
| 20 | The Untouchables (1)     | 20 aprile 1959   |
| 21 | The Untouchables (2)     | 27 aprile 1959   |
| 22 | Man in Orbit             | 11 maggio 1959   |
| 23 | Perilous                 | 22 giugno 1959   |
| 24 | The Killer Instinct      | 13 luglio 1959   |
| 25 | Two Counts of Murder     | 10 agosto 1959   |

## Song of Bernadette
- Prima televisiva: 13 ottobre 1958
- Diretto da: Ralph Alswang
- Scritto da: Ludi Claire
- Soggetto di: Margaret Gray Blanton

### Trama
- Guest star: Bruce Gordon (Francois), Don McHenry (dottor Dozous), Jacques Aubuchon (sindaco), Ludi Claire (Madame Lacade), Pier Angeli (Bernadette Soubirous), Abraham Sofaer (Peyramale), Ron Soble (Pomian), Marian Seldes (Louise), James O'Rear (Jacomet), Norman Alden (Denis Alexander)

## The Case for Dr. Mudd
- Prima televisiva: 20 ottobre 1958
- Scritto da: Don Brinkley
- Soggetto di: Joseph Landon

### Trama
- Guest star: Henry Brandon (Williams), Theodore Newton (Hennessey), Donald Harron (John Wilkes Booth), Mary Anderson (Sarah Mudd), Charles Cooper (tenente Lovett), Simon Scott (Holt), Philip Coolidge (Stone), Jack Weston (Root), James Westerfield (generale Ewing), Tom Pittman (Harold), Lew Ayres (dottor Samuel A. Mudd)

## Debut
- Prima televisiva: 27 ottobre 1958
- Diretto da: Arthur Hiller
- Scritto da: Paul Monash

### Trama
- Guest star: Wolfe Barzell (Marius Rossine), Henry Daniell (Belloc), Maria Palmer (Vera Tchinskaya), Susan Strasberg (Anna Tchinskaya), Martin Milner (Barry Rodman)

## My Father the Fool
- Prima televisiva: 3 novembre 1958
- Diretto da: Jerry Thorpe
- Scritto da: Adrian Spies

### Trama
- Guest star: Joe De Santis (padre Izgievdio), Esther Minciotti (Mama), Rita Lynn (Alicia Perez), Armand Alzamora (Louis), Lalo Rios (Martinez), J. Carrol Naish (Papa), Eli Wallach (Raymond Perez)

## K.O. Kitty
- Prima televisiva: 17 novembre 1958
- Diretto da: Jerry Thorpe
- Scritto da: Madelyn Davis, Bob Carroll, Jr.

### Trama
- Guest star: Sid Melton (Louis), Jesse White (Barney Snyder), Aldo Ray (Harold Tibbetts), William Lundigan (David Pierce), Harry Cheshire (Brubaker), Lucille Ball (Kitty Williams)

## The Time Element
- Titolo italiano: L'elemento tempo
- Prima televisiva: 24 novembre 1958
- Diretto da: Allen Reisner
- Scritto da: Rod Serling

### Trama
Pete Jensen è perseguitato da un incubo ricorrente: è in un hotel nella Contea di Honolulu a poche ore dall'Attacco di Pearl Harbor senza via d'uscita.
Jensen racconta il sogno al dottor Gillespie sperando in una spiegazione, ma perfino il dottore è senza parole in quanto pur non essendo mai andato a Honolulu, Pete conosce nome e cognome di uno dei caduti a Pearl Harbor.
- Guest star: Joe De Rita (ubriaco), Alan Baxter (Army Doctor), Jesse White (barista), Jesslyn Fax (cameriera), William Bendix (Pete Jensen), Martin Balsam (dottor Gillespie), Carol Kearny (Mrs. Janoski), Bartlett Robinson (editore), Don Keefer (reporter), Paul Bryar (barista), Darryl Hickman (Janoski)
- Note: l'episodio servì da pilota per la serie televisiva Ai confini della realtà, che debuttò nell'autunno del 1959.
- L'unico episodio doppiato in italiano.

## Silent Thunder
- Prima televisiva: 8 dicembre 1958
- Diretto da: Ted Post
- Scritto da: John McGreevey, James Edwards

### Trama
- Guest star: Barton MacLane (Matt Tranier), Patricia Smith (Leola), Wallace Ford (Ringo), Earl Holliman (Les Tranier), John Drew Barrymore (Little Horse)

## The Night the Phone Rang
- Prima televisiva: 15 dicembre 1958
- Diretto da: Allen Reisner
- Scritto da: Aaron Spelling

### Trama
- Guest star: Sidney Blackmer (Woodson), Ross Elliott (tenente White), Margo (Celia Minelli), Paul Dubov (Samuel Mannheim), Abe Lax (Dave Sperling), Cindy Ames Salerno (segretaria), Orville Sherman (Wino), House Peters, Jr. (Association Man), Victor Millan (prete), Eddie Albert (Joe Minelli)

## The Crazy Hunter
- Prima televisiva: 29 dicembre 1958
- Diretto da: Jerry Thorpe
- Scritto da: William Bruckner, Walter Brown Newman

### Trama
- Guest star: Patrick Whyte (Harris), James Burke (Penson), Jo Van Fleet (Mrs. Lombe), Patricia Kane (Nancy), Napoleon Simpson (Thurman), Hank Patterson (Apby), Franchot Tone (Candy Lombe)

## Trial at Devil's Canyon
- Prima televisiva: 5 gennaio 1959
- Diretto da: Claudio Guzman
- Scritto da: Lowell Barrington

### Trama
- Guest star: Vito Scotti (Garcia), Karl Swenson (Snipes), Edward Platt (colonnello Simmons), Rachel Ames (Muriel), Phyllis Coates (Belle), Paul Bryar (dottore), Barry Kelley (Farnsworth), Skip Homeier (tenente), John Dennis (sergente), Carol Thurston (Rose), Lee J. Cobb (El Jefe)

## Happy Hill
- Prima televisiva: 12 gennaio 1959
- Diretto da: Robert B. Sinclair
- Scritto da: Barney Slater

### Trama
- Guest star: Royal Dano (Willie), Edith Barrett (Connie), Richard Eyer (Leslie Brown), Claire Trevor (Savannah Brown), Ray Teal (sceriffo), John Qualen (Cooper), Jay C. Flippen (Marvin), Gene Evans (Sam Brown)

## Ballad for a Bad Man
- Prima televisiva: 26 gennaio 1959
- Diretto da: Jerry Hopper
- Scritto da: Bob Barbash
- Soggetto di: Bob Barbash, Desi Arnaz

### Trama
- Guest star: Mischa Auer (barone Von Zigler), Karen Sharpe Kramer (Amy Travers), Steve Forrest (Chris Hody), Jack Haley (Barnaby Tibbs), Nick Pawl (vice), Cecile Rogers (Kate Connors), Mel Welles (sceriffo Wiley), Louise Glenn (Marge Lewis), Roger Perry (Danny Cash), Jane Russell (Lili Travers)

## Symbol of Authority
- Prima televisiva: 2 febbraio 1959
- Diretto da: Robert B. Sinclair
- Scritto da: Ernest Kinoy
- Soggetto di: Henry Slesar

### Trama
- Guest star: Michael Landon (Aitchinson), Elizabeth Patterson (Mrs. Kale), Jean Hagen (Mildred Korn), Donald Harron (Harris), Ernie Kovacs (Arthur Witten)

## Chez Rouge
- Prima televisiva: 16 febbraio 1959
- Diretto da: Allen Reisner
- Scritto da: Adrian Spies

### Trama
- Guest star: Kurt Kasznar (capitano Martinez), Herbert Berghof (Hallas), Harry Guardino (Paul Conrad), Ray Danton (Robert Mason), Dan Blocker (Duke), Janis Paige (Redhead)

## Martin's Folly
- Prima televisiva: 23 febbraio 1959
- Diretto da: Robert Ellis Miller
- Scritto da: Calvin Clements, Jr.

### Trama
- Guest star: Elisabeth Fraser (Nancy Guthrie), George O'Hanlon (Howie), Tony Randall (Fred Martin), Margaret Field (Ella Martin), Jan Farrand (Frances), Philip Ober (Stockman), Carl Reiner (George Guthrie)

## The Comeback
- Prima televisiva: 2 marzo 1959
- Diretto da: Arthur Lubin
- Scritto da: Stanley Niss

### Trama
- Guest star: Robert Rockwell (George Taylor), Stephen Wootton (Duff Jones), William Frawley (Joe Grady), Margaret Hayes (Beth Jones), Scott Morgan (Arthur), Dan Duryea (Cal Thompson)

## The Innocent Assassin
- Prima televisiva: 16 marzo 1959
- Diretto da: Robert Florey
- Scritto da: James Comorthoon

### Trama
- Guest star: Lee Kinsolving (Paddy O'Toole), David McMahon (Corcoran), James MacArthur (Jamie Corcoran), Sean McClory (Jack Gorman), Arnold Daly (Dunphy), James Mageean (McLoughlin), Patrick Whyte (Sean), Katherine Squire (Mrs. O'Donnell), Piper Laurie (Eileen Gorman)

## Chain of Command
- Prima televisiva: 23 marzo 1959
- Diretto da: Jerry Thorpe
- Scritto da: Joseph Landon

### Trama
- Guest star: John Doucette (sergente Ferguson), Lynette Bernay (Lois), Martin Milner (soldato Andrew Pierce), Russell Collins (Harry Baker), Karl Swenson (Van Kemp), Harry Dean Stanton (Gordon), Hugh O'Brian (tenente Lee Baker)

## The Hard Road
- Prima televisiva: 30 marzo 1959
- Diretto da: Douglas Heyes
- Scritto da: Roy Erwin, Douglas Heyes

### Trama
- Guest star: John Larch (Keogh), Patricia Barry (Ellie), Barry Sullivan (Pat Selman), Cliff Robertson (Johnny Garth)

## The Untouchables (1)
- Prima televisiva: 20 aprile 1959
- Diretto da: Phil Karlson
- Scritto da: Paul Monash

### Trama
- Guest star: Bruce Gordon (Frank Nitti), Paul Dubov (Jack Rossman), Joe Mantell (George Richie), Peter Leeds (Lamarr Kane), Bill Williams (Martin Flaherty), Keenan Wynn (Joe Fuselli), Richard Benedict (James "Fur" Sammons), Herman Rudin (Tony "Mops" Volpe), Peter Mamakos (Bomber Belcastro), Eddie Firestone (Eric Hanson), Wally Cassell (Phil D'Andrea), Bern Hoffman (Jake "Greasy Thumb" Guzik), John Beradino (Johnny Giannini), Abel Fernández (William Youngfellow), Frank Wilcox (D. A. Beecher Asbury), Robert Osterloh (Tom Kopka), Barbara Nichols (Brandy LaFrance), Paul Picerni (Tony Liguri), Walter Winchell (narratore), Robert Stack (Eliot Ness), Neville Brand (Al Capone), Pat Crowley (Betty Anderson), Nicholas Georgiade (Frank Kotter)

## The Untouchables (2)
- Prima televisiva: 27 aprile 1959
- Diretto da: Phil Karlson
- Scritto da: Paul Monash

### Trama
- Guest star: Barbara Nichols (Brandy LaFrance), Joe Mantell (George Richie), John Hoyt (Capone's Attorney), Robert Osterloh (Tom Kopka), Frank DeKova (Jimmy Napoli), Richard Benedict (James "Fur" Sammons), James Westerfield (Ed Marriott), Keenan Wynn (Joe Fuselli), Bill Williams (Martin Flaherty), Herman Rudin (Tony "Mops" Volpe), Peter Mamakos (Bomber Belcastro), Eddie Firestone (Eric Hanson), Wally Cassell (Phil D'Andrea), Bern Hoffman (Jake "Greasy Thumb" Guzik), Abel Fernández (William Youngfellow), Wolfe Barzell (Picco), Frank Wilcox (D. A. Beecher Asbury), Paul Picerni (Tony Liguri), Walter Winchell (narratore), Robert Stack (Eliot Ness), Neville Brand (Al Capone), Pat Crowley (Betty Anderson Ness), Paul Dubov (Jack Rossman), Bruce Gordon (Frank Nitti), Peter Leeds (Lamarr Kane), Bartlett Robinson (giudice)

## Man in Orbit
- Prima televisiva: 11 maggio 1959
- Diretto da: Claudio Guzman
- Scritto da: Joseph Landon

### Trama
- Guest star: Peggy McCay (Marie), Robert F. Simon (generale French), E. G. Marshall (Eric Carson), Martin Balsam (Gambetta), Lee Marvin (David Roberts)

## Perilous
- Prima televisiva: 22 giugno 1959
- Scritto da: William Templeton

### Trama
- Guest star: Edit Angold (Frau Froelich), Fred Nurney (dottor Brunner), Maximilian Schell (Hans), John Williams (Harry), Norbert Schiller (Froelich), Joan Fontaine (Margaret Lewis)

## The Killer Instinct
- Prima televisiva: 13 luglio 1959
- Scritto da: Joseph Landon

### Trama
- Guest star: Michael Dante (Angel), Bert Freed (Mallory), Janice Rule (Elaine Mace), Stephen Bekassy (Paul Steiner), Millicent Patrick (Senora Alvarez), Nestor Paiva (Manuel), Alberto Morin (Fuentes), Joe Mantell (George), Rodolfo Hoyos, Jr. (Rivera), Rory Calhoun (Juan O'Rourke)

## Two Counts of Murder
- Prima televisiva: 10 agosto 1959
- Diretto da: Robert Ellis Miller
- Scritto da: Henry Denker

### Trama
- Guest star: Robert Emhardt (Ed Hoxey), Lawrence Dobkin (Dave Harris), David Janssen (Ross Ingraham), Whitney Blake (Amy Claypool), James Bell (Alex), Cindy Robbins (Sally Ann Reed), Ray Teal (sceriffo Blaney), Irma Hurley (Sarah Vance), William Allyn (Phillip Claypool), George Mitchell (Charlie Vance), Raymond Massey (Amos Claypool)